# Xanthoparmelia eruptens
Xanthoparmelia eruptens är en lavart som beskrevs av Hale. Xanthoparmelia eruptens ingår i släktet Xanthoparmelia och familjen Parmeliaceae.   Inga underarter finns listade i Catalogue of Life.